# Lieb Roland Ferenc
Lieb Roland Ferenc (Sopron, 1976. augusztus 1. –) magyar szobrász – éremművész
Az éremművészek fiatalabb nemzedékéhez tartozik. Radikálisan újító gondolkodásmódja miatt kiválik korosztálya alkotói közül. Elsősorban a meghökkentő anyaghasználat jellemzi érmeit. E felfogás nem ismeretlen a hazai éremművészek körében, de csak egy kis csoportra jellemző. A talált tárgyak, elektronikai alkatrészek, fa, fém, bronz, kavics mellett előszeretettel használja a betont. Egyik első jelentős alkotása, az idősebb Szlávics László tiszteletére készített emlékérem. A mű, felidézi a már elhunyt művész talán legjelentősebb alkotói periódusának szellemiségét. E figyelemre méltó alkotás, a benne elhelyezett memóriaegység segítségével, a hozzá csatlakoztatott számítógép monitorán láthatóvá teszi az emlékérem alanyának életművét. Ez a mű egy olyan irányba mutató alkotás, mely az éremművészetben eddig ismeretlen utat nyit. Lieb Roland Ferenc e munkájának legfőbb erénye, hogy műve a meghökkentő technikai megoldáson túl, esztétikus művészeti alkotás, ahol a funkció és az azt hordozó technika szerves egységet alkot.

## Tanulmányai

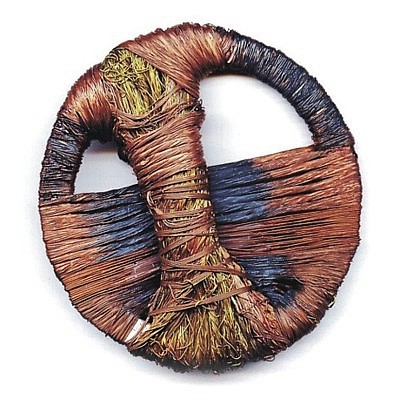
Lieb Roland Ferenc: Hímzés után, 2002, acél, réz, vegyes technika, 60mm
IV. International Biennial of Contemporary Medals, Seixal, Portugália, Prize for yung creators

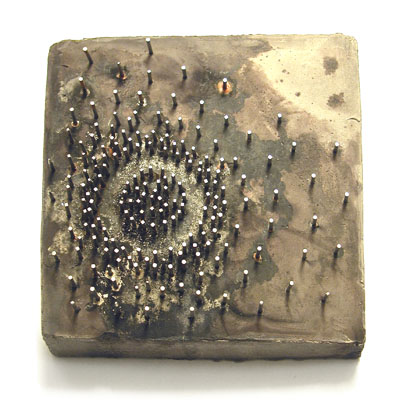
Lieb Roland Ferenc: Ostrom, 2008,
beton, réz, vegyes technika, 120x120mm

1997–2002 Nyugat-magyarországi Egyetem, Építész tervezőművész diploma. Mesterei: Mészáros György, Soltra E. Tamás

## Kiállításai

### Csoportos kiállítások (válogatás)
- 2001 – óta minden Országos Érembiennále,[1] Lábasház, Sopron
- 2002 – I. Kortárs Keresztény Ikonográfiai Biennále, Cifrapalota, Kecskemét
- 2003 – Rejtő Jenő emlékkiállítás és pályázat, Petőfi Irodalmi Múzeum, Budapest
- 2003 – Ezüstgerely Pályázat Kiállítása, Magyar Testnevelési és Sportmúzeum, Budapest
- 2004 – FIDEM kongresszus kiállítása,[2] Seixal, Portugália
- 2004 – I. Articum Nemzetközi Képzőművészeti Biennále, Szolnok

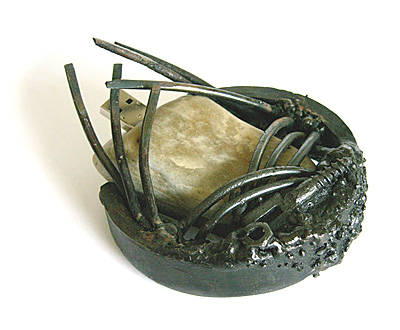
Lieb Roland Ferenc: id. Szlávics László emlékérem, 2004, hegesztett vas, kő, memóriaegység, adatok

- 2005 – IV. International Biennial of Contemporary Medals, Seixal, Portugália
- 2005 – Határesetek az Éremművészetben III., Magyar Képzőművészek és Iparművészek Szövetsége (MKISZ) Székháza, Budapest
- 2005 – II. Kortárs Keresztény Ikonográfiai Biennále, Cifrapalota, Kecskemét
- 2005 – H. C. Andersen 200 International Art Medal Competition, Eretz Israel Museum, Tel Aviv, Izrael
- 2005 – 9. Országos Faszobrászati Kiállítás,[3] Nagyatád
- 2005 – Keresztény Ikonográfia a Kortárs Magyar Képző- és Iparművészetben, válogatás a Kecskeméti Képtár gyűjteményéből Gaál Imre Galéria, Pesterzsébeti Múzeum, Budapest
- 2006 – 2006 az érmészetben Országos Pedagógiai Könyvtár és Múzeum, Budapest
- 2006 – Ezüstgerely Pályázat Kiállítása,[4] Magyar Testnevelési és Sportmúzeum, Budapest
- 2006 – Emlékeink – 1956 MKISZ Székháza, Budapest; Éremművészeti Múzeum, Wrocław
- 2007 –  FIDEM kongresszus kiállítása,[5] Colorado Springs, USA
- 2007 – 2008 Znad Dunaju Wełtawy i Wisły. Medalierzy i ich dzieła (Duna, Moldva, és Visztula mentén. Éremkészítők és műveik) Éremművészeti Múzeum, Wrocław; MKISZ Székház, Budapest; Éremmúzeum, Kremnica; Uherske Hradiste, Cse Kötrársaság.
- 2008 – A XVI. Országos Érembiennále díjazottainak kiállítása, Lábasház, Sopron
- 2008 – V. International Biennial of Contemporary Medals, Seixal, Portugália
- 2008 – Keresztény Ikonográfia a Kortárs Magyar Képző- és Iparművészetben, Válogatás a Kecskeméti Képtár gyűjteményéből Cifrapalota, Kecskemét
- 2010 – Szolidaritás 1989 - 2009, képzőművészeti kiállítás, Magyar Képzőművészek és Iparművészek Szövetsége, Budapest
- 2012 – XIII. Nemzetközi Művésztelep Alkotóinak Kiállítása, Kortárs Magyar Galéria, Dunaszerdahely
- 2014 – A XIX. Országos Érembiennále díjazottainak kiállítása, Lábasház, Sopron
- 2014 – Evidencia – III. Szobrász Biennále, MűvészetMalom, Szentendre

### Egyéni kiállítás
- 2013 „Egek és utak”, Kortárs Magyar Galéria, Dunaszerdahely, Szlovákia.
- 2015 „BeTonus”, Fabricius Galéria, Soproni Múzeum, Sopron.

## Díjai, elismerései
- 2003 – Ezüstgerely Pályázat, Budapest, Különdíj
- 2005 – IV. International Biennial of Contemporary Medals, Seixal, Portugália, Prize for yung creators – Fiatal Alkotók Díja
- 2005 – ARCHLine.XP 2005, Építészeti tervverseny II. díj.
- 2007 – XVI. Országos Érembiennále, Sopron, Kótai József ötvösművész díja a legfiatalabb alkotók egyikének
- 2009 – XVII. Országos Érembiennále, Sopron, Roisz Vilmos Közérdekű Adomány vásárlási díja
- 2010 – Szolidaritás 1989 - 2009, képzőművészeti kiállítás, Budapest, Éremművészeti díj
- 2013 – XIX. Országos Érembiennále, Sopron, Emberi Erőforrások Minisztériuma díja
- 2016 – Ezüstgerely Pályázat, Budapest, Különdíj[6]
- 2019 – XXII. Országos Érembiennále, [7] Sopron, Ferenczy Béni-díj

## Közintézmények alkotásaival (válogatás)
- Magyar Testnevelési és Sportmúzeum, Budapest
- „Basis” School of Sculpture Art Medal collection, Hadassa Neurim, Izrael
- Katona József Múzeum Kecskemét
- Soproni Múzeum, Sopron
- Kortárs Magyar Galéria, Dunaszerdahely (Szlovákia)
- British Museum, London, (Egyesült Királyság)

## Tagságai
- 2003 – Magyar Alkotóművészek Országos Egyesülete[8]
- 2004 – Magyar Képzőművészek és Iparművészek Szövetsége, Érem Szakosztály[9]
- 2006 – Győr–Moson–Sopron Megyei Építészkamara